# Saint Laurent (marca)
Yves Saint Laurent também conhecido como Saint Laurent e YSL, é uma casa de moda de luxo francesa fundada em 1962 por Yves Saint Laurent e seu sócio, Pierre Bergé. A empresa é especializada em alta costura, prêt-à-porter, acessórios de couro e calçados. Sua linha de cosméticos, YSL Beauty, é propriedade da L'Oréal.

## História

Logo da YSL 1962–2012

A marca homônima foi fundada em 1962 pelo designer Yves Saint Laurent e seu sócio, Pierre Bergé. Os logotipos da marca foram desenhados em 1963 por A. M. Cassandre. Durante as décadas de 1960 e 1970, a YSL popularizou o visual beatnik, as jaquetas safari, as calças justas e as botas de cano alto. Em 1966, a YSL estreou o Le Smoking, um smoking para mulheres. Na tentativa de democratizar a moda, a YSL começou a produzir prêt-à-porter em 1966, com o lançamento da Rive Gauche, que é considerada a primeira a popularizar o conceito. Os designs da YSL frequentemente apresentavam designs influenciados por roupas tradicionais chinesas, bem como temas de pop art, Ballets Russes e Picasso. Saint Laurent é creditado por iniciar o estilo amplo e com ombros acolchoados em 1978, que caracterizaria a moda dos anos 1980. As musas de Saint Laurent incluíam Loulou de La Falaise, Betty Catroux, Talitha Pol-Getty, Catherine Deneuve e Laetitia Casta.

Logo da Saint Laurent Paris desde 2012.

A marca expandiu-se na década de 80 e no início da década de 1990 com fragrâncias masculinas e femininas, com base na sua linha de cosméticos lançada em 1978. No entanto, em 1992, os lucros da empresa estavam em declínio e o preço das suas ações tinha caído. Em 1993, a Saint Laurent foi vendida para a empresa farmacêutica Sanofi.
Em 1997, Pierre Bergé nomeou Hedi Slimane como diretor de arte e coleções e relançou a Rive Gauche Homme. Slimane partiu dois anos depois para chefiar a moda masculina de alta costura da Dior Homme.

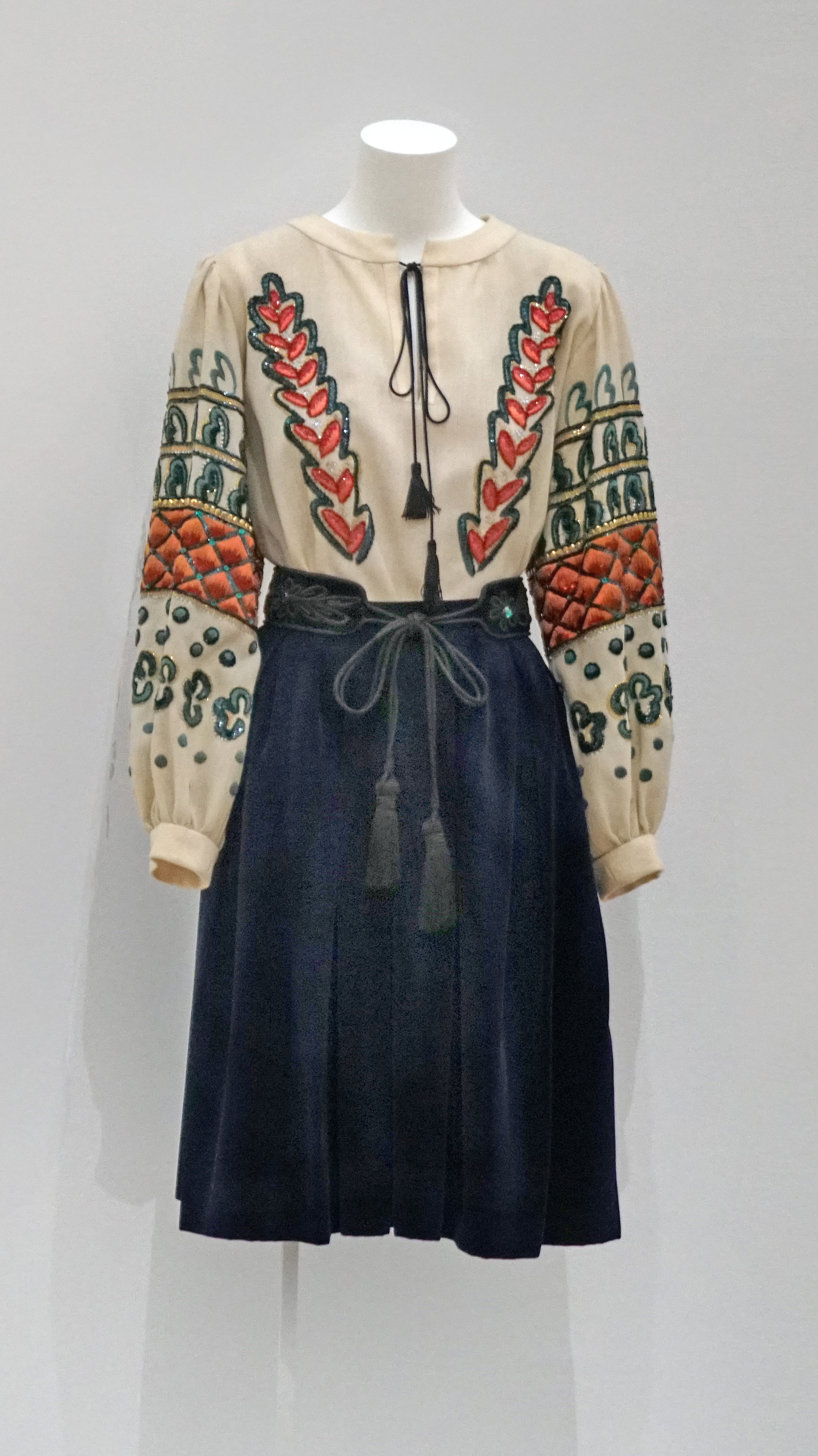
Vestido Yves Saint Laurent (outono/inverno 1981) inspirado na La Blusa Roumaine de Matisse (1940).

Em 1999, a Kering comprou a YSL e contratou Tom Ford para desenhar a sua coleção de prêt-à-porter, enquanto o próprio Yves Saint Laurent desenharia a sua coleção de alta costura. Os designs de Tom Ford para a YSL foram escolhidos como Vestido do Ano pelo Fashion Museum em 2001 e 2004.
Em 2002, após anos de questões pessoais e também de críticas aos designs da YSL, Saint Laurent fechou a divisão de alta costura da YSL. Em 2004, Tom Ford deixou a empresa e Stefano Pilati, designer italiano, tornou-se diretor criativo. Yves Saint Laurent morreu de câncer no cérebro em 2008. Os anos seguintes foram tumultuados para a empresa, com as lojas YSL fechando nos principais mercados dos EUA, São Francisco e Nova York (incluindo a localização da empresa na Madison Avenue, sua primeira loja nos Estados Unidos). Em janeiro de 2010, sua boutique em Chicago, na Oak Street, também fechou.
Em 2012, a Kering anunciou que Hedi Slimane retornaria à marca, substituindo Stefano Pilati como diretor criativo da YSL. Em 2015, Slimane anunciou que iria reviver a linha de alta costura de Yves Saint Laurent e procedeu a fazê-lo. Após a sua nomeação, Slimane mudou o estúdio de design para Los Angeles, casa de Slimane; o ateliê de alta costura permaneceria na França.
Apesar de Slimane ter trabalhado anteriormente com a grife, houve polêmica após sua nomeação, principalmente depois que a maison anunciou que sua linha de prêt-à-porter seria rebatizada de "Saint Laurent" (retirando "Yves" do nome). "Yves Saint Laurent" e o logotipo do vertical 'YSL' permaneceriam para acessórios e sua linha de cosméticos de propriedade da L'Oréal. Slimane se inspirou para a mudança de nome no nome da linha de prêt-à-porter Rive Gauche quando foi lançada, "Saint Laurent Rive Gauche".

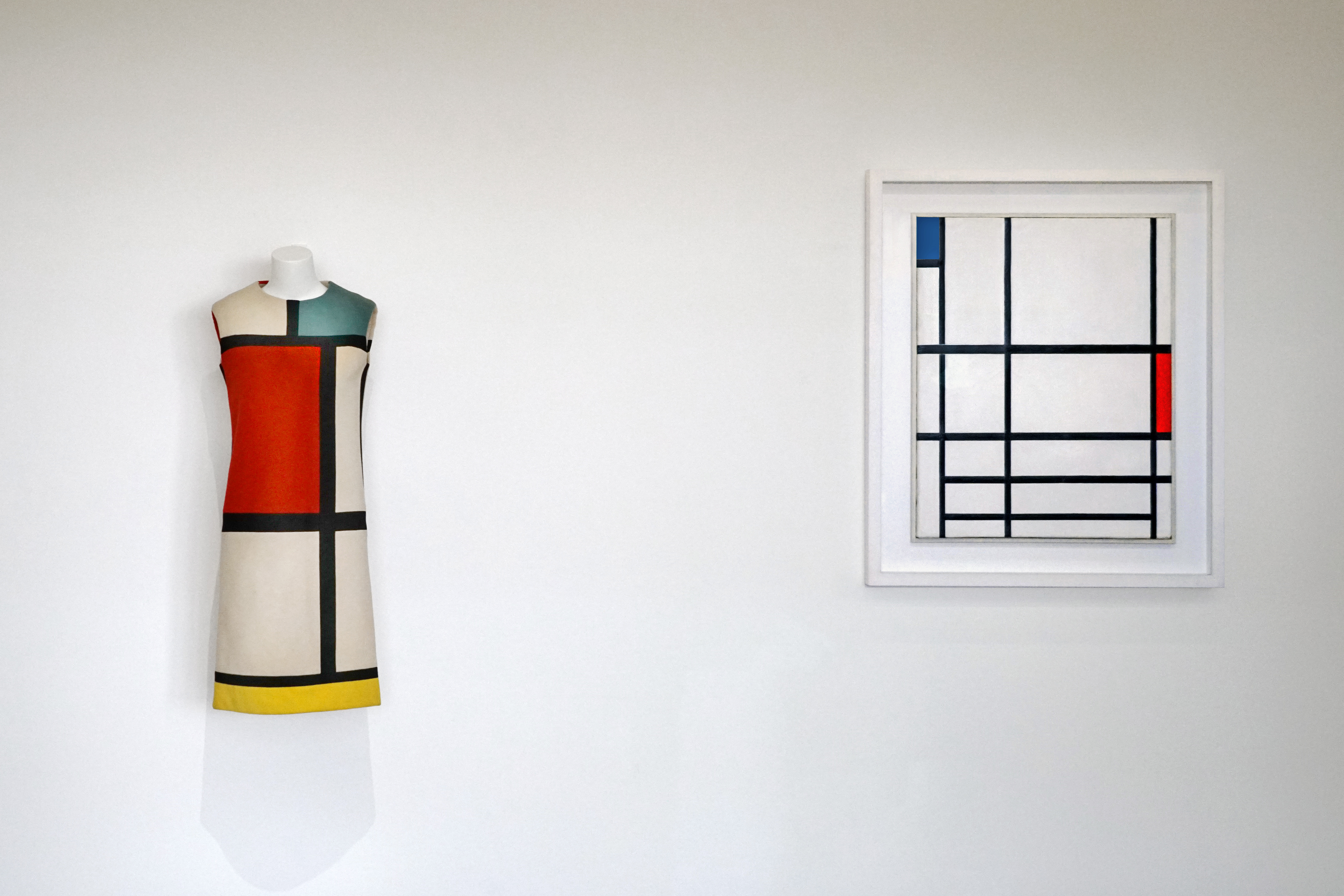
Vestido YSL "Hommage à Piet Mondrian" (outono/inverno 1965) à esquerda, com inspiração de Composition in red, blue and white II de Piet Mondrian à direita.

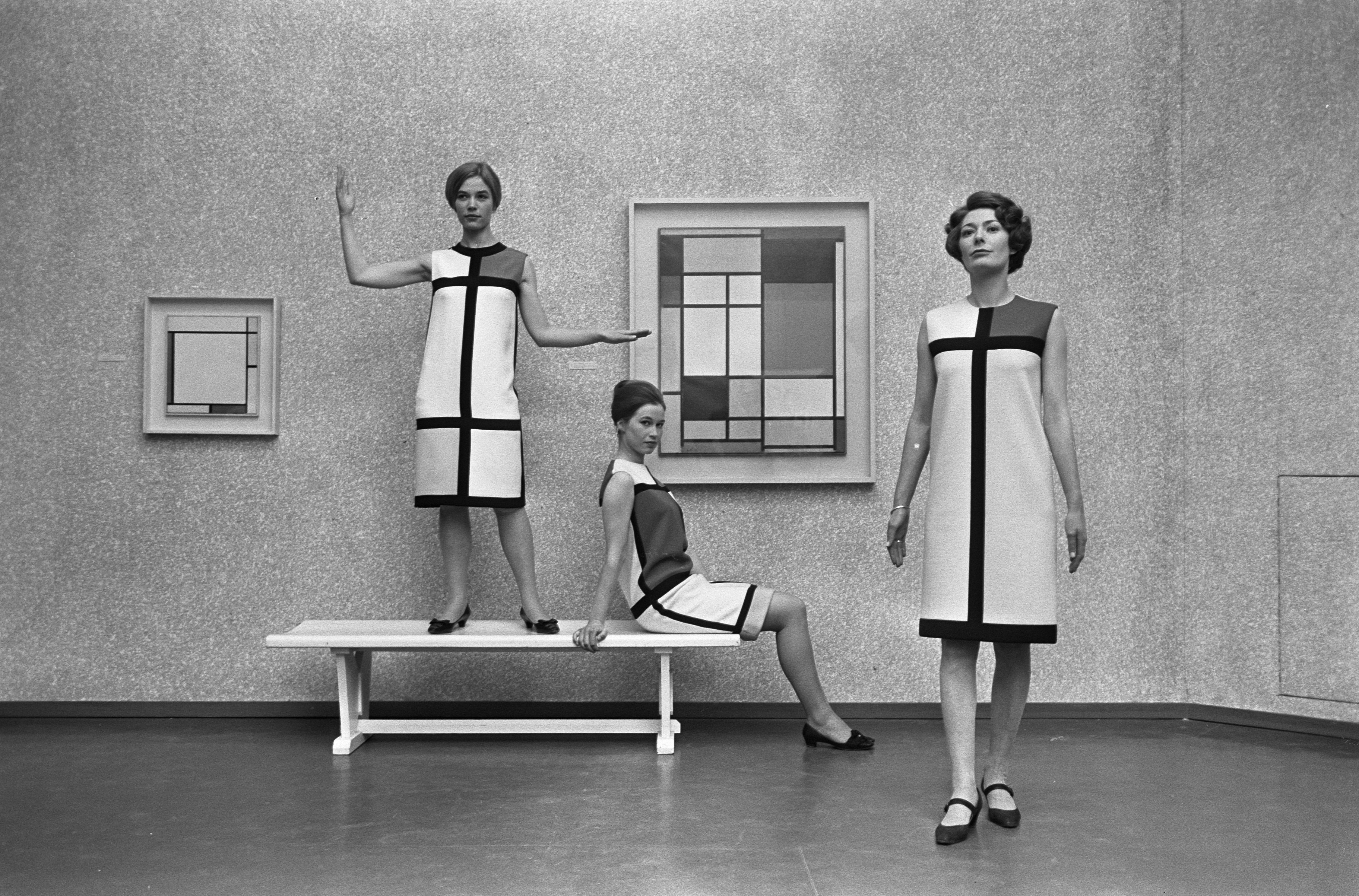
Modelos em vestidos de festa (outono/inverno 1965) de Yves Saint Laurent inspirados na arte de Piet Mondrian, 1966.

A boutique parisiense Colette começou a vender camisas com a frase "Não há Laurent sem Yves". A Saint Laurent solicitou que a loja parasse de vender as camisas (o que fez em sua loja online). Em outubro de 2013, Colette recebeu uma carta da YSL acusando-a de vender produtos falsificados que danificaram gravemente a marca. Após a acusação, Saint Laurent cancelou o pedido de Colette para sua coleção de Primavera 2014, apesar de Colette ter sido descontinuada desde 1998.
Em 2016, Slimane deixou a Saint Laurent e Anthony Vaccarello foi nomeado diretor de criação, cargo que ocupa até agosto de 2022. Quando o COVID-19 impactou negativamente as vendas da YSL, Vaccarello teve a ideia de vender as bolsas com desconto para atacadistas, sem autenticação e etiqueta de couro com o número de série de 12 dígitos, ampliando o mercado da marca e os preços disponíveis. Em 2017, Vaccarello escolheu Charlotte Gainsbourg, filha de Serge Gainsbourg e Jane Birkin, como rosto da campanha de outono/inverno 2017. Em julho de 2020, a cantora e compositora Rosé foi nomeada a primeira embaixadora global de Yves Saint Laurent.
Em abril de 2023, a casa lançou a Saint Laurent Productions, produtora de cinema de arte. Os figurinos dos filmes realizados pela empresa serão desenhados pelo diretor criativo da Saint Laurent, Anthony Vaccarello. Os primeiros filmes da produtora são dois curtas: Strange Way of Life, de Pedro Almodóvar, e o Trailer Of The Film That Will Never Exist: Phony Wars, de Jean-Luc Godard. Ambos estrearam no Festival de Cinema de Cannes de 2023. O próximo projeto da empresa é o próximo filme de David Cronenberg, The Shrouds.

## No Brasil
No Brasil há duas lojas da Yves Saint Laurent: uma no Shopping Iguatemi São Paulo.
E a outra no Village Mall aberta em 2019.

## Galeria

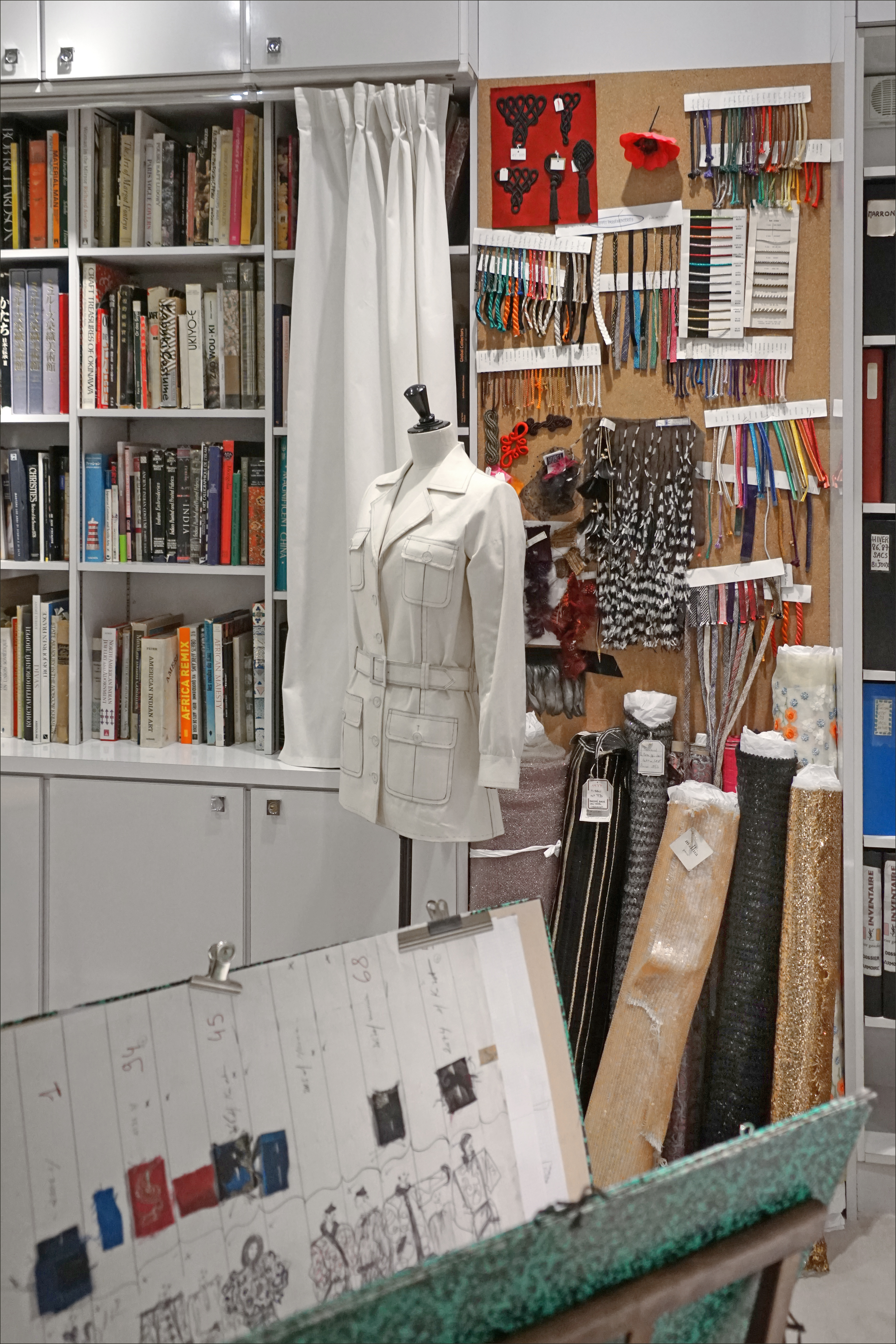
O estúdio com a biblioteca da maison Yves Saint Laurent em Paris, França.
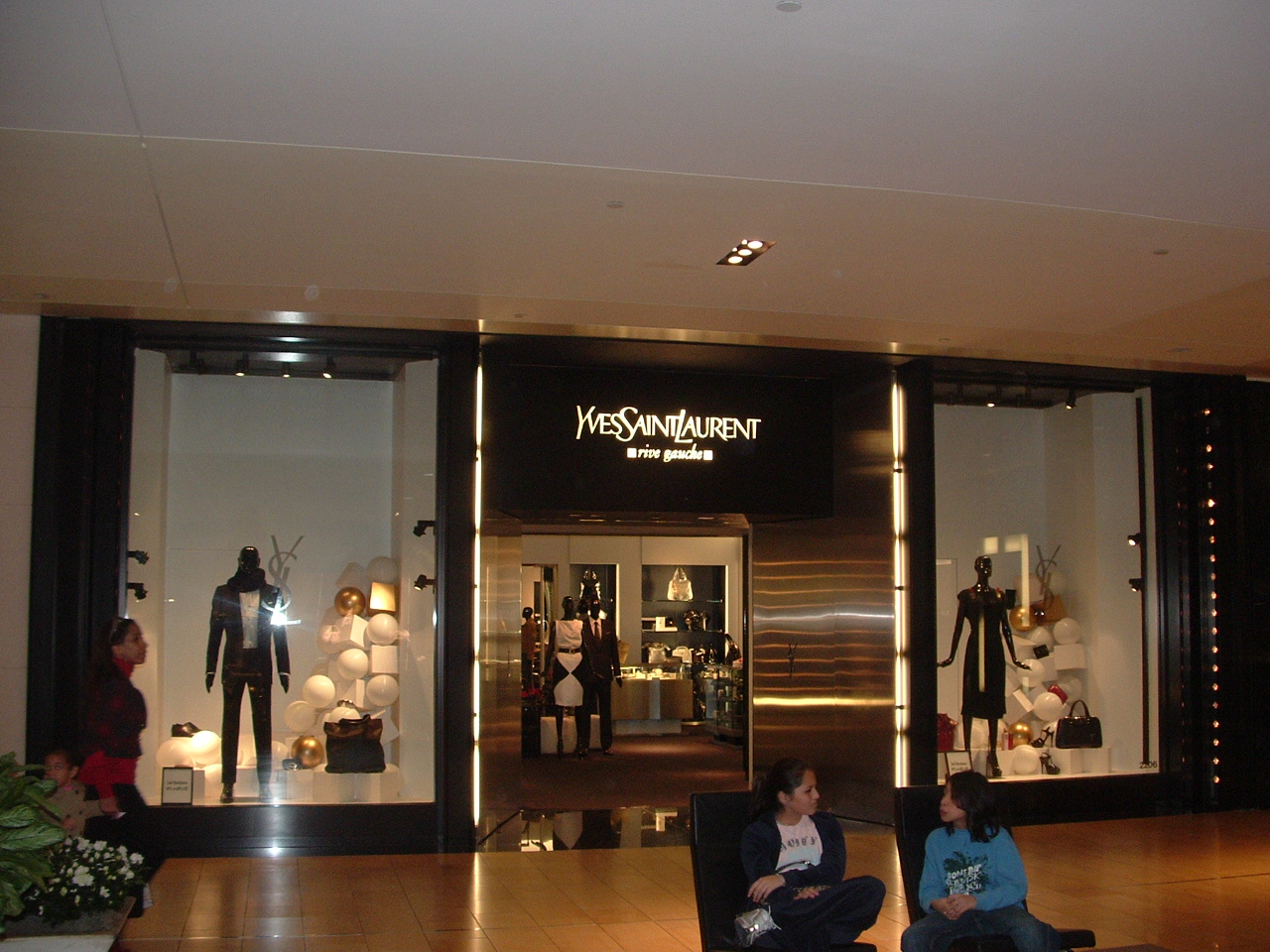
Boutique da Yves Saint Laurent em Houston, EUA.
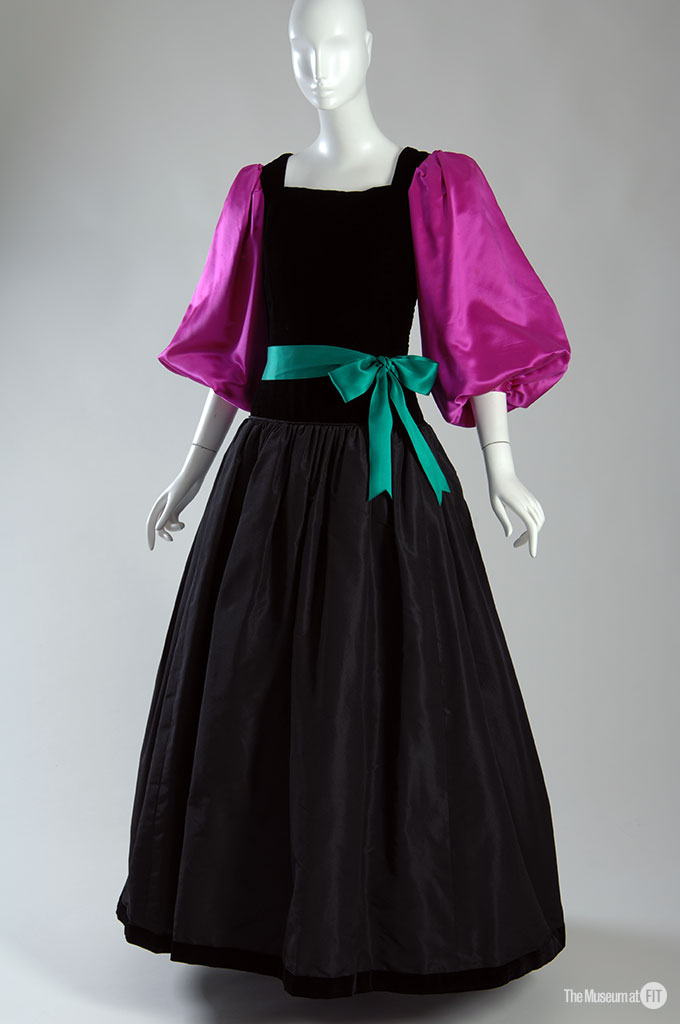
Vestido em cetim, veludo e tafetá preto, em fúcsia e azul-petróleo, 1976.
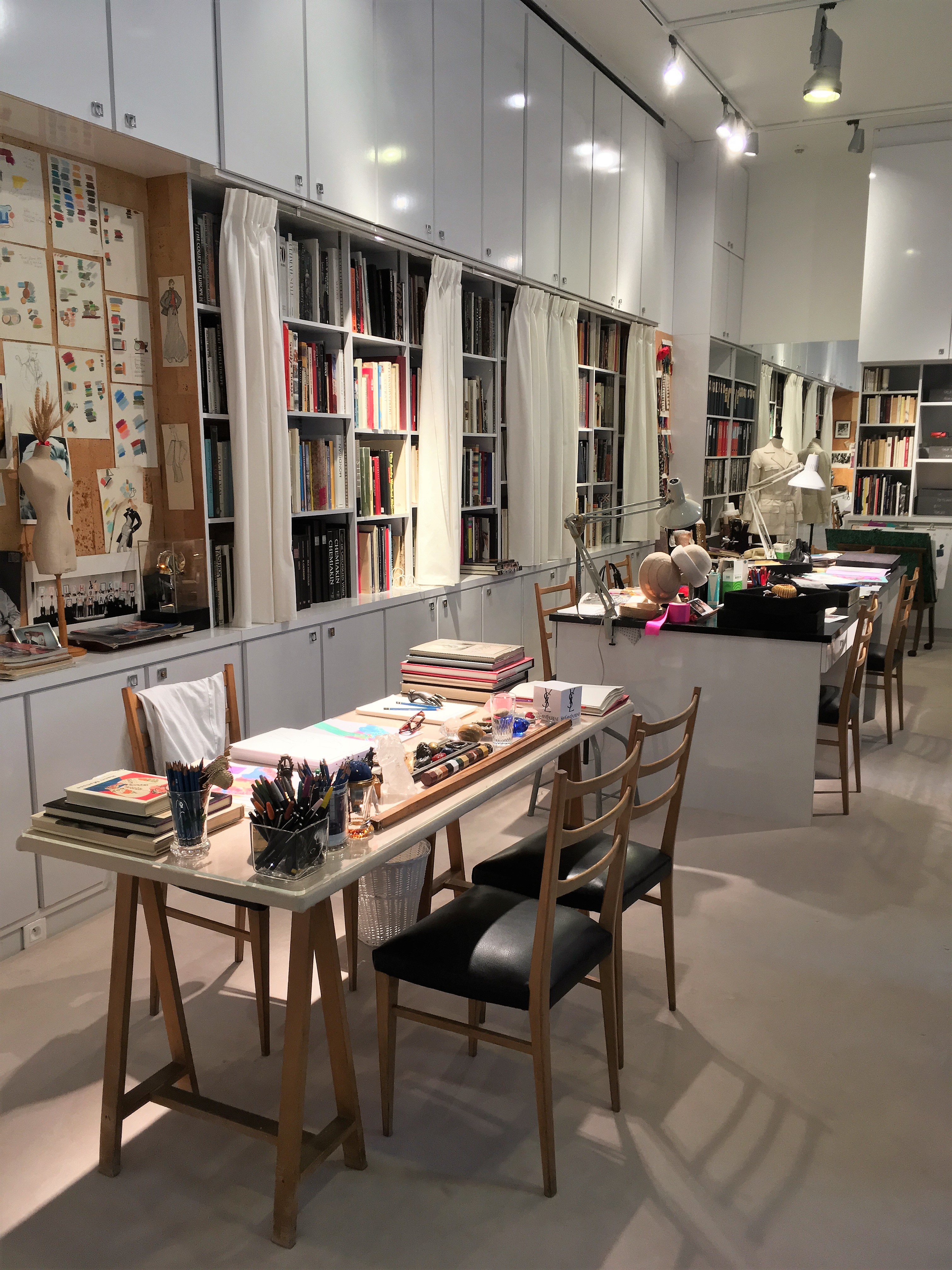
Atelier de Yves Saint-Laurent dentro do Museu Yves Saint-Laurent, em Paris.
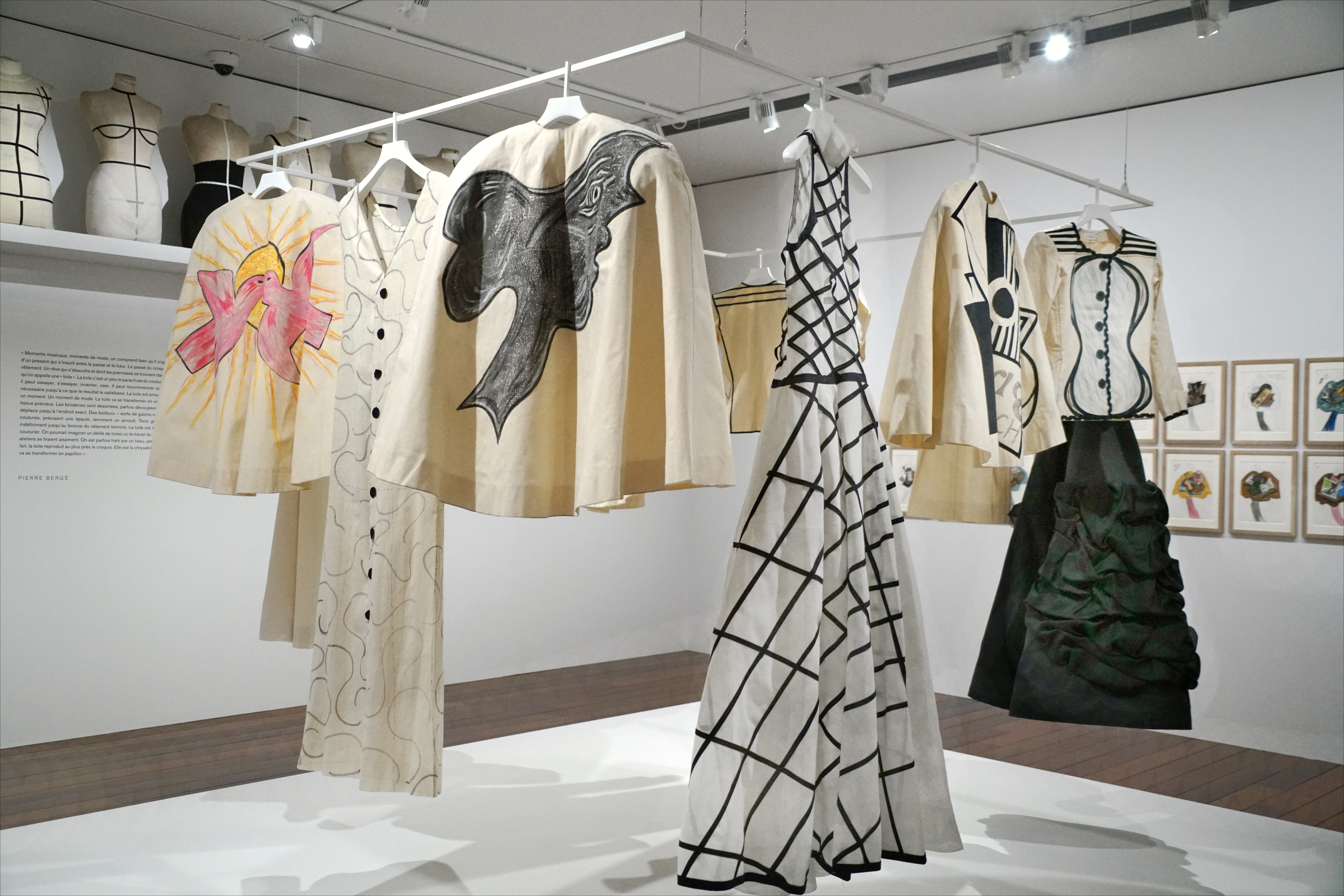
Cena do estúdio Yves Saint Laurent, mostrando peças dos designs de Yves Saint Laurent de sua série homenagens a vários artistas, da coleção Primavera-Verão 1988, incluindo looks em homenagem a Georges Braque e Pablo Picasso. Toiles confeccionados por Monsieurs Alain, Jean-Pierre, e no centro, um toile bordado confeccionado por Madame Colette, da Primavera-Verão 2001.
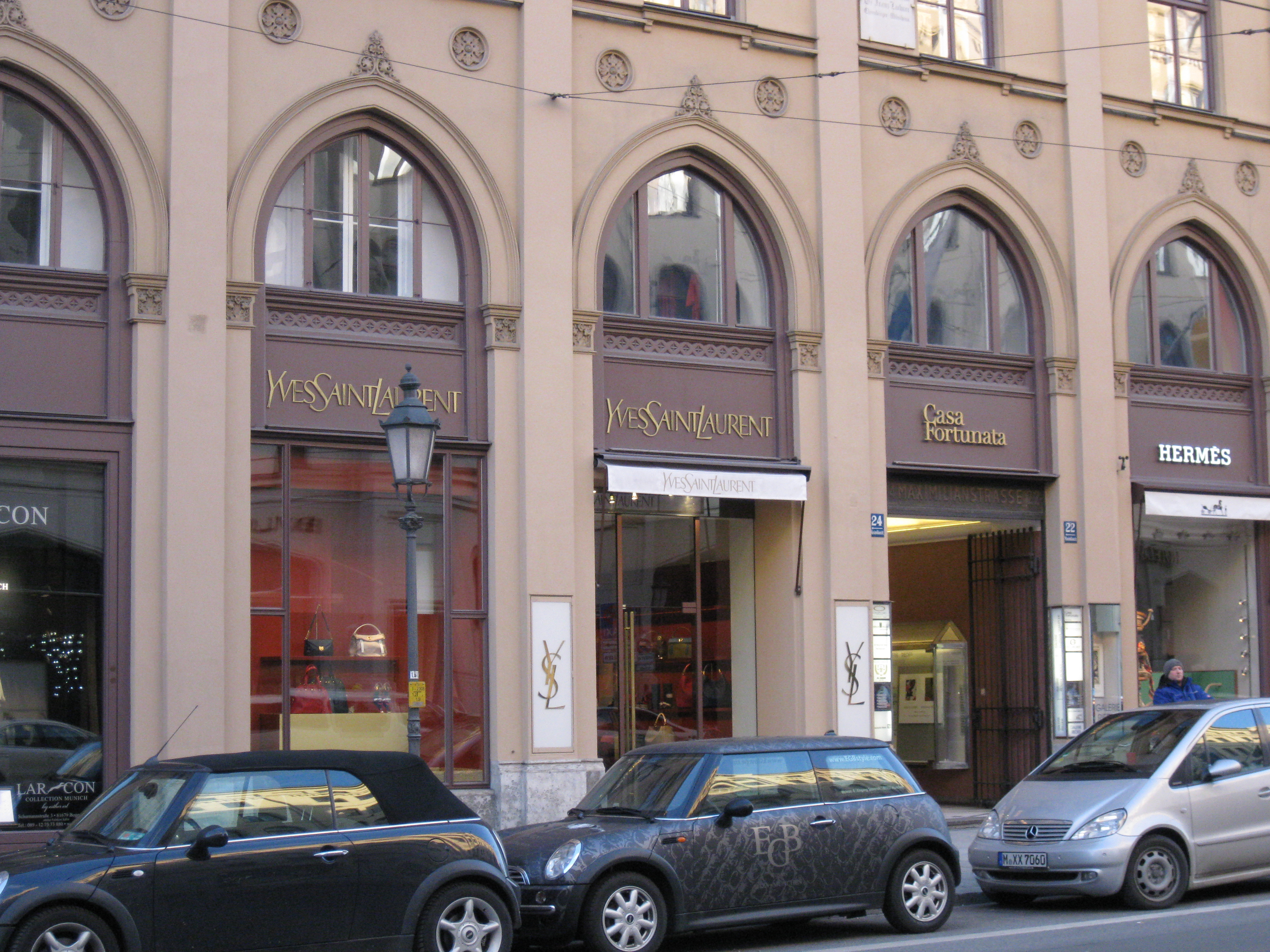
Boutique da YSL em Munique, Alemanha.